# Бахрамов, Абдулла
Абдулла Бахрамов — советский узбекистанский хозяйственный деятель, Герой Социалистического Труда.

## Биография
Родился в 1896 году (по другим данным — в 1900 году) на территории современного Уйчинского района Наманганской области. Член КПСС с 1958 года.
В 1920—1932 — сельскохозяйственный рабочий в Узбекской ССР.
В 1932—1942 — колхозник, звеньевой колхоза «Саноат» Уйчинского района Наманганской области.
Участник Великой Отечественной войны (1942—1945).
В 1945—1968 — бригадир полеводческой бригады колхоза имени Андреева Уйчинского района Наманганской области.
Указом Президиума Верховного Совета СССР от 11 января 1957 года присвоено звание Героя Социалистического Труда с вручением ордена Ленина и золотой медали «Серп и Молот».
Умер между 1974 и 1985 годами в Уйчинском районе Наманганской области.

## Награды и звания
- Герой Социалистического Труда (11.01.1957)
- Орден Ленина (11.01.1957)
- Орден Славы III степени (1968)